# Nikolaï Reitzenstein
Nikolaï Karlovitch Reitzenstein (en russe : Николай Карлович Рейценштейн), né le 7 août 1854, décédé le 27 novembre 1916 à Pétrograd, est un amiral russe, membre du Conseil de l'Amirauté de 1909 à 1916.

## Biographie
Originaire d'une famille de la noblesse de Bohême installée en Russie au XVIIIe siècle. Diplômé du corps naval des Cadets en 1874, Nikolaï von Reitzenstein navigua sur l'Océan Pacifique de 1886 à 1887. Il exerça le commandement à bord du Tchaïka et du Raketa (1882-1883). En 1889 il fut nommé commandant du destroyer Narva. Il servit en qualité d'officer supérieur sur le clipper Djiguit de 1891 à 1894. En 1895, il fut nommé commandant de la canonnière Erch. Il est transféré sur le navire de transport Europe dont il exerça le commandement de 1895 à 1898) puis sur le croiseur Askold.
Reitzenstein débuta la Guerre russo-japonaise (1904-1905) au grade de capitaine de premier rang. Il fut nommé contre-amiral le 12 juillet 1904 et chef d'une escadre de croiseurs basée à Vladivostok. Il occupa les fonctions d'adjoint du chef d'escadre de la Flotte du Pacifique à partir du 9 mars 1904. Le 14 mars de la même année, il reçut le commandement d'un escadron à Port-Arthur. Au cours de la bataille de la mer Jaune, le croiseur Askold subit de graves dommages, le 14 mars. Il fut capturé par les Japonais et immobilisé dans le port de Shanghai jusqu'à la fin du conflit opposant les Russes aux Japonais.
De 1907 à 1908, Reitzenstein occupa les fonctions de commandant d'un détachement d'artillerie de marine appartenant à la Flotte de la mer Baltique. En 1909, il fut admis au Conseil de l'Amirauté. Il présida les Commissions spéciales de la flotte de l'Amour de 1910 à 1916 et, de 1912 à 1916, celle de la défense du littoral.
Il fut mis à la retraite, le 21 juillet 1916.

### Décès et inhumation
Nikolaï Karlovitch Reitzenstein décéda le 27 novembre 1916 à Petrograd et fut inhumé au cimetière de Novodiévitchi de Saint-Pétersbourg.

## Distinctions
- 3 mars 1880 : Ordre hawaïen de Kalakaua (Chevalier)
- 9 mars 1900 : Ordre de l'Aigle rouge (deuxième classe)
- 1902 : Ordre de la Légion d'Honneur (officier)
- 1907 : Saint-Stanislas (première classe)
- 1910 : Ordre de Sainte-Anne (première classe)
- 1913 : Ordre de Saint-Vladimir (deuxième classe)
- 30 juin 1915 : Ordre de l'Aigle blanc

## Sources
- (ru) Cet article est partiellement ou en totalité issu de l’article de Wikipédia en russe intitulé « Рейценштейн, Николай Карлович » (voir la liste des auteurs).
- В.Я. Крестьянинов, С.В. Молодцов, Крейсер Аскольд, Велень, СПБ, 1993.